# 人神
人神（日语：／ hitogami）或也叫人物神，是指在日本包括神道教在内的宗教中，人在去世后被被神化並加以祭祀的一种信仰形态。

## 概述
人神大致可分为三类：
- 将祖灵神格化而产生的信仰（即祖灵崇拜、欧赫墨利主义）

如天照大神、大国主神等神话中的神明。
- 出于对那些生前怀有怨恨而死、可能引发祟之人的畏惧而进行安抚祭祀的信仰（即御灵信仰）[1]

如天满大自在天神（菅原道真）、崇德天皇、橘逸势、神田明神（平将门）等。
- 为了将那些生前有卓越功绩之人的功绩传之后世，而在其死后将其神格化加以祭祀的信仰（亦为欧赫墨利主义）[1]。

如丰臣秀吉（丰国大明神）、德川家康（东照大权现）等。
此外，在近世的民间社会中，也有将如佐仓惣五郎等义民，以及如竹垣直温（三右卫门）、冈村辅之（冈村十兵卫）等施行善政的代官，以及为新田开发作出贡献的人物在死后当作神明来祭祀的信仰。同时，也出现了如仙台四郎这类在生前即被尊为福神的流浪者信仰。
即使到了近代，也存在如上山英一郎这类因对产业发展作出贡献而被祭祀为神的例子。